# Euheptaulacus nemethi
Euheptaulacus nemethi är en skalbaggsart som beskrevs av André Théry 1925. Euheptaulacus nemethi ingår i släktet Euheptaulacus och familjen Aphodiidae. Inga underarter finns listade i Catalogue of Life.